# Literatürk

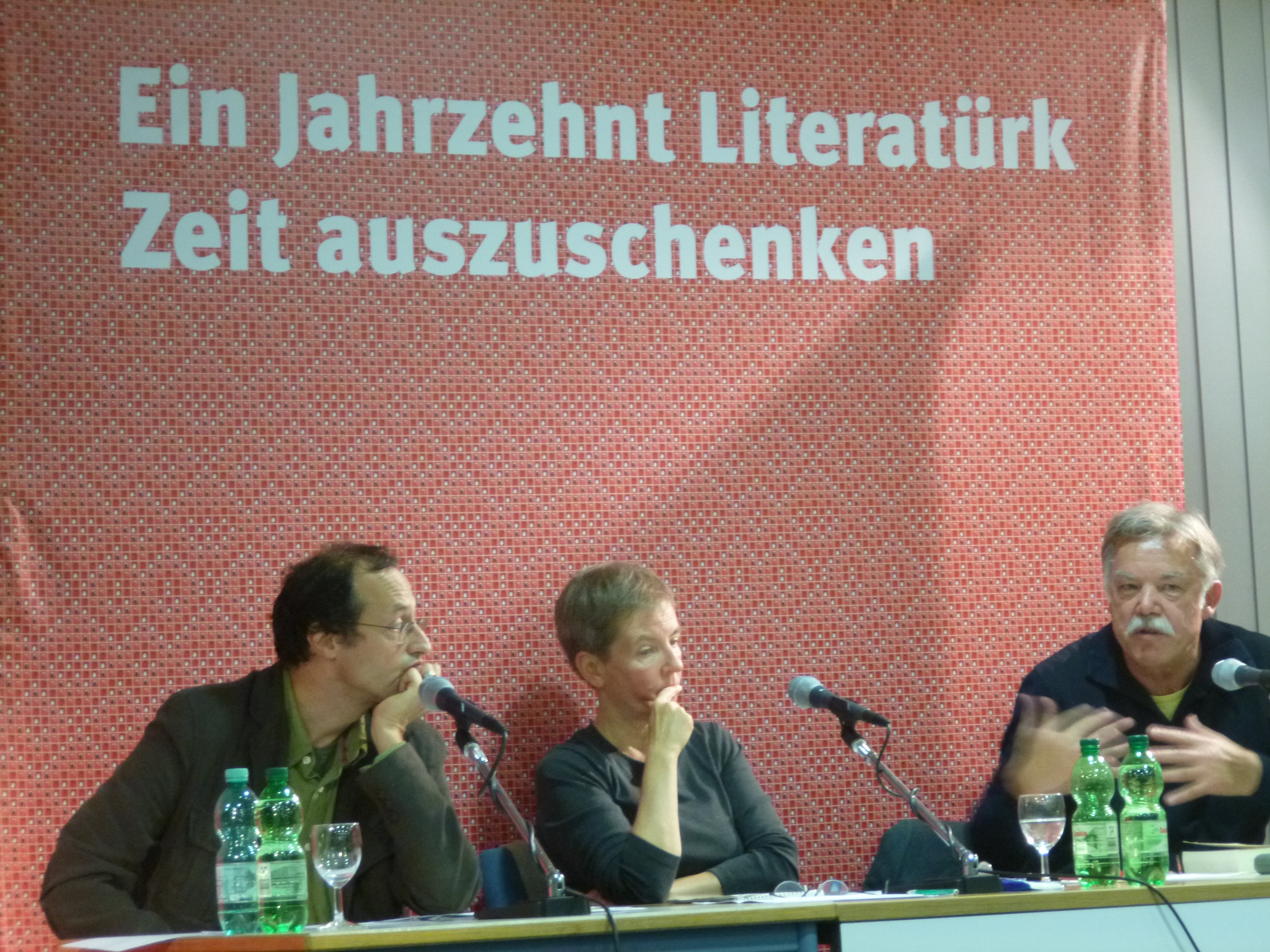
Literatürk 2014

Literatürk (Kofferwort aus „Literatur“ und „Türk[isch]“) ist ein jährlich im Herbst stattfindendes, mehrtägiges Literatur-Festival mit Veranstaltungen an unterschiedlichen Orten in Essen und im Ruhrgebiet. Das Programm wurde entwickelt, um über das Medium Literatur neue Zugänge zur kulturellen Bildung und Teilhabe und Räume für Begegnungen in einer Einwanderungsgesellschaft zu schaffen. Das Festival wird kuratiert und organisiert von dem Leitungsteam und den Festivalgründern Semra Uzun-Önder, Johannes Brackmann und Fatma Uzun. Träger des Festivals ist das Kulturzentrum Grend in Essen.

## Geschichte
Literatürk wurde 2005 in Trägerschaft des Kulturzentrums Grend in Essen gegründet. Hervorgegangen ist es aus der Idee, einen Teil der kulturellen Vielfalt des Ruhrgebiets in die hiesige Kulturlandschaft zu integrieren. Hintergrund der Festivalgründung war das Defizit an adäquaten kulturellen und literarischen Angeboten für Migranten türkischer Herkunft, das mangelnde Wissen über die gesellschaftlichen, politischen und kulturellen Gegebenheiten der Türkei und das medial verzerrte Bild der Lebensrealität von türkischen Migranten (auch und vor allem der 2. und 3. Generation). Bis 2010 stand der Fokus der Veranstaltungen auf türkischsprachiger Literatur in deutscher Übersetzung und auf deutsch-türkischer Literatur. Ab 2011 wurde das Programm um einen jährlich wechselnden thematischen Schwerpunkt erweitert und durch fremdsprachige Literatur in deutscher Übersetzung weiter internationalisiert und ausgebaut.

## Programm
Das Programm des Festivals Literatürk umfasst klassische, szenische und performative Lesungen, Poetry-Slams, Film-, Musik- und Theaterdarbietungen, Vorträge, Gesprächsrunden und Ausstellungen sowie Lesungen und Projekte an Schulen und anderen Orten zur Sprach-, Lese-, Schreib- und Übersetzungsförderung von Kindern und Jugendlichen. Ein jährlich wechselndes und aktuelles Schwerpunktthema fokussiert das Festival inhaltlich, ein Rahmenprogramm ergänzt die Veranstaltungen des Hauptprogramms inhaltlich und strukturell. Literatürk arbeitet dabei zusammen mit zahlreichen Kooperationspartnern aus der Stadt Essen, der Region, bundesweit und auch international. Literatürk ist Mitgründer und Akteur im ruhrgebietsweiten Netzwerk der Literaturvermittler Literaturgebiet.ruhr.